# 1936年のNFLドラフト
1936年のNFLドラフト（1936ねんのNFLどらふと）は、1936年2月8日に開催された第1回目のNFLドラフト。ペンシルベニア州フィラデルフィアのザ・リッツ・カールトンホテルで開催された。それまで各チームは自由競争で新人選手を獲得していたが、契約金の高騰を避けるために北米4大プロスポーツリーグであるNBA、NHL、MLBより早くドラフト制度が導入された。
1935年5月19日、NFL各チームのオーナーが会合を行い、1936年よりドラフトを開催することを決定した。後にNFLコミッショナーとなるバート・ベルも含む彼らは、前年の成績が下位のチームから大学の有望選手を指名していき、NFLチャンピオンとなったチームが最後に指名する制度を導入することを決定した。
背景には、資金力のあるチームにばかり有望な選手が入団することで、上位チームと下位チームの戦力格差が拡大される悪循環を絶ち、NFLへのファンの興味を引きつける目的でスタートした。この時代はテレビが普及しておらず、NFL各チームは収入の大半をスタジアムを訪れた観客に依存していた。
1935年シーズン、2勝9敗と最下位に終わったフィラデルフィア・イーグルスが全体1位指名権を獲得した。この年のドラフトのみが9巡までの指名となり、翌年の1937年のNFLドラフトからは10巡まで選手が指名されることとなった。全体1位でハイズマン賞受賞者のジェイ・バーワンガーが指名されたが、彼はNFLでプレーすることはなかった。イーグルスは彼を指名した後、彼との交渉権をシカゴ・ベアーズにトレードし、タックルのアート・バスを獲得した。ベアーズのオーナー、ジョージ・ハラスもバーワンガーとの契約には至らなかった。バーワンガーは後にNFLでプレーするよりもビジネスに興味を持っており、契約金が十分な額ではなかったことを語っている。全体2位で指名されたライリー・スミスがNFLドラフトで最初に指名されてプレーしたNFL選手である。

## ポジション別指名選手
81名の選手のポジションは次のとおりである。
- 28 バックス（英語版）
- 12 ガード
- 2 ブロッキングバック
- 15 エンド（英語版）
- 16 センター
- 1 テイルバック（英語版）
- 14 オフェンシブタックル
- 4 フルバック
- 1 ウィングバック（英語版）

### 1巡指名選手
| 指名順位 | チーム                       | 選手名               | ポジション | 出身大学               |
| 1        | フィラデルフィア・イーグルス | ジェイ・バーワンガー | HB         | シカゴ大学             |
| 2        | ボストン・レッドスキンズ     | ライリー・スミス     | QB         | アラバマ大学           |
| 3        | ピッツバーグ・パイレーツ     | ビル・シェークスピア | B          | ノートルダム大学       |
| 4        | ブルックリン・ドジャース     | ディック・クレイン   | FB         | アイオワ大学           |
| 5        | シカゴ・カージナルス         | ジミー・ローレンス   | WB         | TCU                    |
| 6        | シカゴ・ベアーズ             | ジョー・スタイドハー | T          | ウェストバージニア大学 |
| 7        | グリーンベイ・パッカーズ     | ラス・レトロー       | G          | サンフランシスコ大学   |
| 8        | デトロイト・ライオンズ       | シド・ワグナー       | G          | ミシガン州立大学       |
| 9        | ニューヨーク・ジャイアンツ   | アート・ルイス       | T          | オハイオ大学           |

### 2巡指名選手
| 指名順位 | チーム                       | 選手名               | ポジション | 出身大学                             |
| 10       | フィラデルフィア・イーグルス | ジョン・マコーリー   | B          | ライス大学                           |
| 11       | ボストン・レッドスキンズ     | キース・トッピング   | E          | スタンフォード大学                   |
| 12       | ピッツバーグ・パイレーツ     | レン・バーナム       | B          | ウェストバージニア大学ウェズリアン校 |
| 13       | ブルックリン・ドジャース     | バーナル・ルボア     | B          | ミネソタ大学                         |
| 14       | シカゴ・ベアーズ             | エド・マイケルズ     | G          | ビラノバ大学                         |
| 15       | シカゴ・カージナルス         | ゴマー・ジョーンズ   | C          | オハイオ州立大学                     |
| 16       | グリーンベイ・パッカーズ     | J・W・ウィーラー     | T          | オクラホマ大学                       |
| 17       | デトロイト・ライオンズ       | チャック・チェシャー | B          | UCLA                                 |
| 18       | ニューヨーク・ジャイアンツ   | タフィ・リーマンズ   | FB         | ジョージワシントン大学               |

### 3巡指名選手
| 指名順位 | チーム                       | 選手名                 | ポジション | 出身大学               |
| 19       | フィラデルフィア・イーグルス | ウェズ・ミュラー       | C          | スタンフォード大学     |
| 20       | ボストン・レッドスキンズ     | エド・スミス           | BB         | ニューヨーク大学       |
| 21       | ピッツバーグ・パイレーツ     | ボビー・グレイソン     | B          | スタンフォード大学     |
| 22       | ブルックリン・ドジャース     | ワグナー・ヨーゲンセン | C          | セント・メアリーズ大学 |
| 23       | シカゴ・カージナルス         | エディ・エルデラッツ   | E          | セント・メアリーズ大学 |
| 24       | シカゴ・ベアーズ             | ジョージ・ロスコー     | B          | ミネソタ大学           |
| 25       | グリーンベイ・パッカーズ     | バーニー・シェラー     | E          | ネブラスカ大学         |
| 26       | デトロイト・ライオンズ       | アンディ・ピルニー     | B          | ノートルダム大学       |
| 27       | ニューヨーク・ジャイアンツ   | フランク・ローブス     | E          | パデュー大学           |

### 4巡以降の主な指名選手
| 指名順位 | チーム                   | 選手名             | ポジション | 出身大学         |
| 31       | ブルックリン・ドジャース | ベア・ブライアント | E          | アラバマ大学     |
| 49       | ブルックリン・ドジャース | ジョー・マニアシ   | B          | フォーダム大学   |
| 65       | ボストン・レッドスキンズ | ウェイン・ミルナー | E          | ノートルダム大学 |
| 78       | シカゴ・ベアーズ         | ダン・フォートマン | G          | コルゲート大学   |

## 複数選手が指名された大学
| 指名者数 | 大学名 |
| -------- | --- |
| 7        | スタンフォード大学                                                                                           |
| 6        | ミネソタ大学                                                                                                 |
| 5        | ノートルダム大学, 南メソジスト大学                                                                           |
| 3        | アラバマ大学, コルゲート大学, プリンストン大学, ライス大学, セント・メアリーズ大学, テキサスクリスチャン大学 |
| 2        | ミシガン州立大学, ノースウェスタン大学, オハイオ州立大学, オレゴン大学, パデュー大学, ワシントン州立大学     |

## 殿堂入り選手
この年のドラフトで指名された選手のうち、4名がプロフットボール殿堂入りを果たしている。
- ダン・フォートマン - 9巡78位でシカゴ・ベアーズに指名された。1965年に殿堂入り。
- ジョー・スタイドハー - 1巡6位でシカゴ・ベアーズに指名された。1967年に殿堂入り。
- ウェイン・ミルナー - 8巡65位でボストン・レッドソックスに指名された。1968年に殿堂入り。
- タフィ・リーマンズ - 2巡18位でニューヨーク・ジャイアンツに指名された。1978年に殿堂入り。